# Anna Kiesenhofer
Anna Kiesenhofer (Viena, 14 de fevereiro de 1991) é uma triatleta, duatleta e ciclista profissional austriaca residente em Catalunha (Espanha). Passou de ser uma humilde atleta austríaca que estudava um doutorado em matemáticas na Universidade de Barcelona a conseguir destacar no ciclismo em 2016 graças à criação da equipa ciclista amador Frigoríficos Costa Brava-Naturalium que aglutinou a diversas ciclistas estabelecidas em Catalunha para que estas pudessem disputar com regularidade as corridas nacionais, em grande parte como ganhou a prova ciclista amador francesa Semaine Cantalienne 2015.

## Trajectória desportiva
Na temporada de 2016 foi uma das revelações do calendário espanhol conseguindo ganhar a Copa da Espanha de Ciclismo apesar de não ganhar nenhuma prova onde sua colega de equipa Lorena Llamas (a outra grande revelação da temporada em Espanha) foi sexta. Ademais, disputou os Campeonatos da Áustria onde foi segunda na contrarrelógio mas teve uma queda na prova em estrada. Não obstante, seu melhor resultado e onde começou a ser conhecida internacionalmente foi no Tour Cycliste Féminin International de l'Ardèche que já o correu em 2015 com uma equipa mista internacional -graças a sua vitória na corrida amador francesa da Semaine Cantalienne 2015- mas no que desta vez teve que recorrer a um financiamento coletivo para poder participar com dita equipa baixo o nome de International Friends of the Ardeche Cycling Team.

### Tour Cycliste Féminin International de l'Ardèche e contrato pelo Lotto Soudal Ladies
Ainda que não saiu como uma das favoritas conseguiu escapar-se na fuga da terceira etapa com final no Mont Ventoux e graças a seus dotes de escaladora conseguiu vencer em dita etapa com quase 4 minutos de vantagem sobre a segunda classificada e deixando ao resto a mais de 4 minutos.
No entanto, ao dia seguinte, foi outra fuga que aproveitou Flávia Oliveira para alçar com a vitória e a liderança deixando a Anna em segundo lugar na classificação geral que não mudou nesses primeiros postos na classificação geral final.
Antes dessa vitória, segundo suas declarações, ia mudar de equipa e poderia ter alinhado por uma equipa espanhola com interesses na Copa da Espanha. No entanto, depois dessa vitória internacional teve muitas mais ofertas e foi contratada pela potente equipa do Lotto Soudal Ladies para a temporada de 2017.

### Má temporada e retirada indefinida
O que prometia ser uma temporada de adaptação ao máximo nível foi uma temporada decepcionante devido a vários motivos. A suas únicas corridas foram em abril e as profissionais nem sequer acabou-as. Não disputou os Campeonatos da Áustria em junho, na que, apesar de estar em baixa forma poderia aspirar às medalhas. Pouco depois de dito campeonato anunciou em Facebook que sofria amenorreia e osteoporose em áreas de sua coluna lombar e que isso a impedia estar a plena forma, por isso preferia deixar a bicicleta de forma indefinida já que era prejudicial o treinamento de alto rendimento para suas doenças.
Um mês depois deu por acabada sua trajectória como desportista profissional com estas palavras em seu blog pessoal: 
A respeito de minha vida pós-ciclismo: Tenho regressado a meu país de origem, Áustria, a realizar meu trabalho como matemática. Estou emocionada de voltar à investigação matemática. Obviamente, sigo fazendo desporto, mas só até um ponto no que não afecta a minha saúde e felicidade. Não voltarei a actualizar este blog, mas deixá-lo-ei em activo como uma lembrança (não muito completo) de meu passado em bicicleta.

#### Volta à competição internacional com bons resultados
Ainda que em nenhum momento esteve inactiva já que seguiu praticando desporto a menor nível destacando em algumas corridas amador, em 2019 apresentou-se aos campeonatos áustriacos, arrasando em a contrarrelógio e ganhando com solvência a prova em estrada. Isso fez que fora convocada para os Campeonato Europeu contrarrelógio sendo uma das grandes surpresas ao finalizar 5. sem nenhuma preparação especifica a nível internacional.

## Palmarés
2016 (como amador)
- - 2.ª no Campeonato da Áustria Contrarrelógio 
  - 1 etapa do Tour Cycliste Féminin International de l'Ardèche

- 2019
- Campeonato da Áustria Contrarrelógio
- Campeonato da Áustria em Estrada

- 2020
- Campeonato da Áustria Contrarrelógio

- 2021
- Campeonato da Áustria Contrarrelógio
- Campeonato Olímpico em Estrada

## Resultados em Grandes Voltas e Campeonatos do Mundo
Durante sua corrida desportiva tem conseguido os seguintes postos nas Grandes Voltas femininas e nos Campeonatos do Mundo em estrada:
| Corrida                | Corrida                | 2017 | 2018 | 2019 | 2020 |
| ---------------------- | ---------------------- | ---- | ---- | ---- | ---- |
|                        | Giro d'Italia          | —    | —    | —    | —    |
|                        | Tour de l'Aude         | X    | X    | X    | X    |
|                        | Grande Boucle          | X    | X    | X    | X    |
| Mundial em Estrada     | Mundial em Estrada     | —    | —    | —    | 44.ª |
| Mundial Contrarrelógio | Mundial Contrarrelógio | —    | —    | 20.ª | 18.ª |

—: não participa
Ab.: abandono

X: edições não celebradas

## Equipas
- Lotto Soudal Ladies (2017)[16]